# ليلى عجاوي
ليلى عجاوي هِيَ فَنانة الكِتابة عَلى الجُدران ، وُلِدَت وَتَرعرعت في مخيمات اللاجئين الفلسطينيين خارِج إربد في الأردن.

## عَمَلُها
يُرَكز عَمَلُها عَلى رُؤيَة المَرأة التي تَعيش في الشرق الأوسط، وخاصَّة اللاجئون الذين يُواجهون التميُّز ومحدودية الموارد في أماكن إقامتهم.
قامَت بإنشاء جداريات مع نساء على الجدران في مشروع فني عام مقره في مصر، حيث يَهدِف إلى تمكين المرأة من خلال فن الشوارع.